# Runder Berg

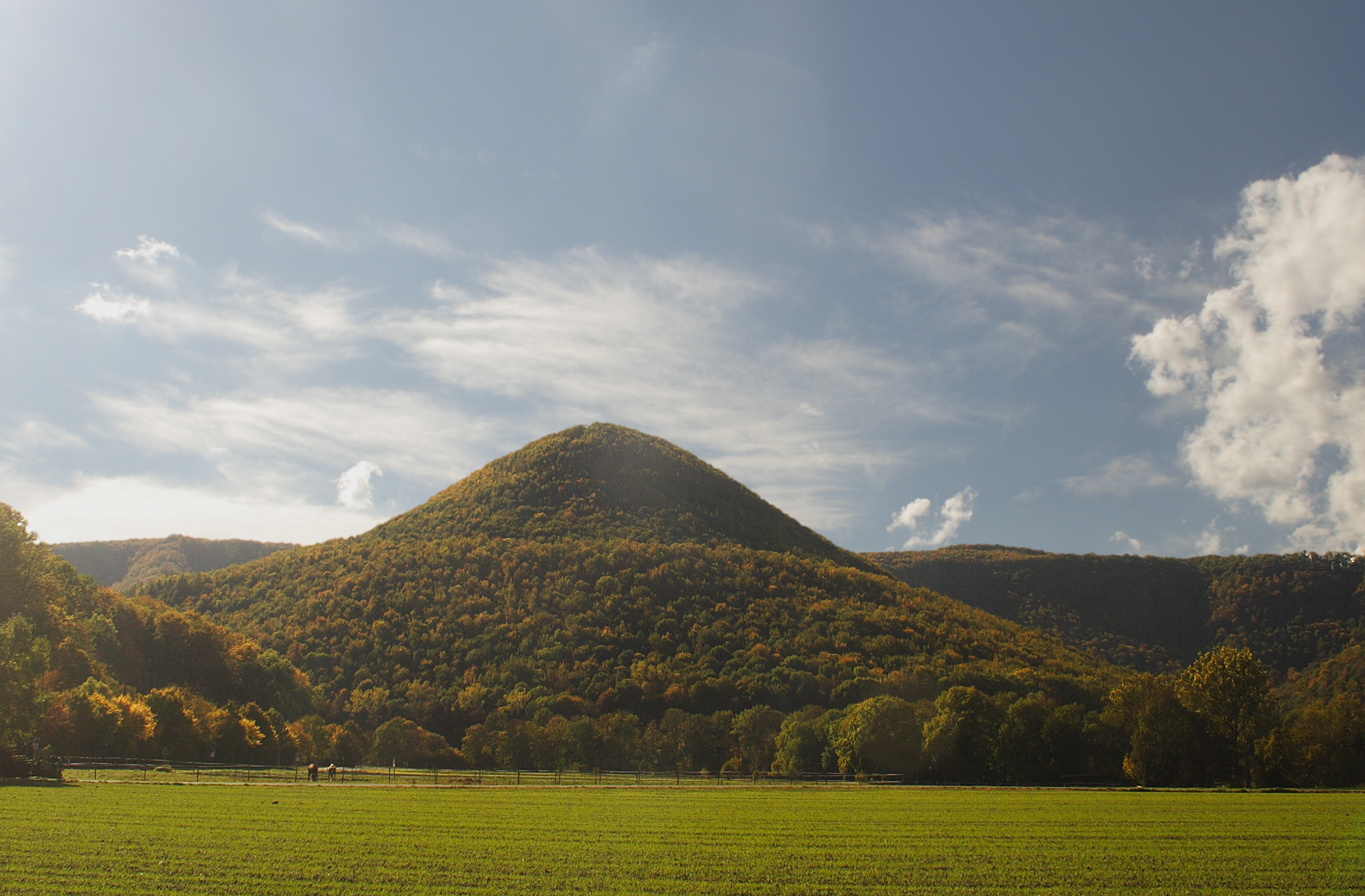
Runder Berg

Runder Berg vid Bad Urach är ett ovalt berg (710 m ö.h.) i Schwäbische Alb. På berget finns flera fornlämningar. Särskilt utmärkande är en borg som användes av alemanner under 300- och 400-talen. Efter flera enskilda fynd ovanpå markytan utfördes 1967 och 1984 omfattande utgrävningar.
Den äldsta boplatsen existerade under bronsåldern cirka 1 600 f.Kr. Berget var troligen ödslig under vissa tider då det inte hittades några motsvarande föremål. Under 300-talet blev berget säte för en hövding av alemannerna. Samhället skyddades av en mur gjort av trä och jord. Borgen och tillhörande byggnader förstördes redan i början av 400-talet.
Under den följande tiden fanns två borgar till på berget, en mellan 600- och 700-talet åt en frankisk adelsman och den andra från 900-talet till 1000-talet. Den sistnämnda hade tre fyrkantiga torn och var utrustade med kakelugn och glasfönster.